# 1373年
| 千纪： | 2千纪 |
| 世纪： | 13世纪 \| 14世纪 \| 15世纪                                                                                 |
| 年代： | 1340年代 \| 1350年代 \| 1360年代 \| 1370年代 \| 1380年代 \| 1390年代 \| 1400年代                           |
| 年份： | 1368年 \| 1369年 \| 1370年 \| 1371年 \| 1372年 \| 1373年 \| 1374年 \| 1375年 \| 1376年 \| 1377年 \| 1378年 |
| 纪年： | 癸丑年（牛年）；明洪武六年；北元宣光三年；越南隆慶元年；日本南朝文中二年，北朝應安六年                     |

## 大事记
- 中国
  - 明朝发生魏觀案。
  - 明朝設置烏思藏衛與朵甘衛，屬西安行都司兼轄。
  - 明朝右丞相汪廣洋被貶為廣東行省參政，胡惟庸於是獨專中書省事務。七月，胡惟庸任右丞相，不久升任左丞相，汪廣洋又被任為右丞相。
- 歐洲
  - 百年战争中，英军失去阿基坦和布列塔尼。
  - 查理四世獲得布蘭登堡藩侯的繼承權。